# Сребренка Юринац
Сребренка (Сена) Юринац (хорв. Srebrenka (Sena) Jurinac; *24 жовтня 1921, Травник — † 22 листопада 2011, Аугсбург) — австрійська співачка (сопрано та мецо-сопрано) хорватського походження. 

## Біографія
Народилася в боснійському Травнику (тоді входив до королівства Югославія). Батько за походженням хорват, був військовим лікарем; мати походила з Відню.
Після закінчення гімназії,  в 1939—1942 роках штудіювала спів у загребській Музичній академії у Мілки Костренчич і Зинки Кунц-Миланової. Дебютувала у травні 1942 року у Хорватському національному театрі (партія Мімі, на сербсько-хорватській мові), солісткою якого була до 1944 року; виконала партії Керубіно, Маргарити; Маженки («Продана наречена»), співала і в національних операх Якова Готоваца, Бориса Папандопуло.
В1944 році її запросив до Віденської державної опери видатний диригент Карл Бем. Тут, як солістка вона співала провідні партії класичного репертуару до 1982 року. 
Гастролювала: співала у Ла Скала (Мілан), «Сан-Карло» (Рим), «Ковент-Гардені» (Лондон), брала участь у міжнародних музичних фестивалях у Зальцбурзі, Флоренції, Единбурзі, Глайндборні, Байрейті. Виступала також як концертна співачка (головним чином в ораторіях). 
Володіє сильним голос широкого діапазону і красивого тембру, великою музикальністю, сценічним хистом. Прославилася як виконавиця багатьох партій в операх Моцарта. Серед інших партій — Мікаела, Дездемона, Чіо-Чіо-сан; Єва («Нюрнберзькі мейстерзінгери»), Октавіан («Кавалер троянди» Ріхарда Штрауса).

## Почесні звання та нагороди
- 1951 — почесне звання «камерної співачки» (нім. Kammersänger; в Австрії та Німеччини це аналог українського звання «заслуженного» або «народного артиста»)
- 1968 — почесне золоте кільце Віденьської Державної опери (Ehrenring des Wiener Staatsoper)
- 1971 — звання «Почесний член Віденьської Державної опери»